# Jim Jones (rappeur)
Pour les articles homonymes, voir Jim Jones et Jones.
Jim Jones, de son vrai nom Joseph Guillermo Jones II, né le 15 juillet 1976 à New York, est un rappeur américain. Il est membre fondateur du groupe The Diplomats, également connu sous le nom de Dipset. Il est co-PDG du label de musique Diplomat Records, aux côtés de son ami et rappeur Cam'ron,.
En 2004, il publie son premier album solo On My Way to Church. La publication de son deuxième album, Harlem: Diary of a Summer s'effectue en 2005. Un an plus tard, il publie son troisième album Hustler's P.O.M.E. (Product of My Environment) en 2006, qui contient son meilleur single en date (2012), We Fly High. La chanson atteint la 5e place du Billboard Hot 100 et est certifié disque de platine par la Recording Industry Association of America (RIAA). En 2006, Jones lance également le groupe hip-hop ByrdGang et le label ByrdGang Records. Le groupe publie un premier album M.O.B.: The Album, en 2008. Jones suit avec un quatrième album solo, Pray IV Reign au label Columbia Records. En avril 2011, Jones publie son cinquième album, Capo.

## Biographie

### Jeunesse
Jim Jones est né le 15 juillet 1976 dans le quartier du Bronx, et a grandi à Harlem. Sa mère, Nancy Jones, est originaire d'Aruba et son père, Joseph Guillermo Jones I, est porto-ricain ; il est élevé par sa grand-mère maternelle. Au magazine Fader, Jones explique que sa mère l'autorisait à le laisser prendre le train entre la 176th Street et Jerome Avenue jusqu'au 110th Street et Lexington Avenue. Dans le DVD Jim Jones' The Come Up vol. 19, il raconte son enfance aux côtés du rappeur Freekey Zekey.

### On My Way to ChurchetHarlem: Diary of a Summer(2004–2005)
On My Way to Church est le premier album solo de Jones. Il contient deux singles ayant atteint le Billboard Hot R&B/Hip-Hop Songs : Certified Gangstas (en featuring avec Cam'ron, Bezel et The Game), qui atteint la 80e place, et Crunk Muzik (en featuring avec  Cam'ron et Juelz Santana), qui atteint la 84e place. L'album atteint la 18e place du Billboard 200, la troisième place des Billboard Independent Albums, et quatrième place des Top R&B/Hip-Hop Albums.
Harlem: Diary of a Summer, le deuxième album de Jones, atteint la cinquième place du Billboard 200, et la première place des Top R&B/Hip-Hop Albums et Independent Albums, avec 350 000 exemplaires vendus. Trois de ses singles atteignent les Billboard R&B/Hip-Hop Songs : Baby Girl à la 58e place ; Summer Wit' Miami à la 78e place ; et What You Been Drankin' On? (avec Diddy, Paul Wall, et Jha Jha) à la 106e place.

### DeHustler's P.O.M.E.àThe Rooftop(2006–2009)
Le troisième album de Jones, Hustler's P.O.M.E. (Product of My Environment), fait encore participer les membres de Dipset et Lil Wayne. Il contient le meilleur single de Jones en date (2012) We Fly High. De 2006 à 2008, Jones publie un album collaboratif avec son groupe ByrdGang, intitulé M.O.B.: The Album, qui atteint la 29e place du Billboard 200 et 16 000 ventes en une semaine. Il publie aussi deux compilations spécial Noël : A Dipset X-Mas et A Tribute To Bad Santa Starring Mike Epps, ainsi que plusieurs mixtapes dont Harlem's American Gangster, qui atteint la 19e place du Billboard 200 et contient le single Love Me No More.
Le quatrième album de Jones, Pray IV Reign, est publié le 24 mars 2009, à ses débuts dans une major. L'album atteint la neuvième place du Billboard 200. Le 8 juillet, Jones publie un single promotionnel intitulé The Good Stuff avec NOE,. L'album contient Pop Champagne, et fait participer Ron Browz et Juelz Santana. Il contient aussi une chanson bonus, Jackin' Swagga From Us avec Twista, NOE, et Lil Wayne, qui se moquent de T.I. et Jay-Z et de leur chanson Swagga Like Us. Il s'agit de son premier album solo au label Columbia Records. En 2009, Jim Jones devient vice-président d'Urban A&R à Koch Records, désormais E1 Music. Le 11 juin, Jim Jones apparaît dans l'émission 106 and Park sur la chaîne américaine BET avec DJ Webstar, et annonce avec lui un album collaboratif intitulé The Rooftop. Il annonce aussi un documentaire, This Is Jim Jones, pour le 30 juin 2009. Le premier single extrait de l'album s'intitule Dancin on Me avec Juelz Santana. Il est publié sur iTunes le 28 avril. Le 22 septembre, le site RapRuckus, annonce l'album pour le 6 octobre 2009. Le second single est intitulé She Can Get It. À la fin de 2009, Jones quitte Columbia. Selon le magazine XXL, Jones a signé un contrat avec le label E1 pour un prochain albu met une prochaine mixtape.

### Capo, réunion des Dipset et sérieVampire Life(depuis 2010)
La mixtape, intitulée The Ghost of Rich Porter, est publiée le 23 mars 2010. En avril 2010, Cam'ron et Jim Jones annoncent la fin de leur rivalité. Le 26 juin 2010 Jones se réunit avec Cam'ron et Juelz Santana pour une chanson, Salute, marquant le retour du groupe The Diplomats. Ils se lancent ensemble dans un nouvel album, et annoncent travailler aux côtés de Dr. Dre. En 2010, Jones confirme le lancement d'un nouveau label avec Damon Dash appelé Splash Records. Le 5 avril 2011, le cinquième album de Jones, Capo, est publié au label E1. Le 3 novembre 2011, Jones publie une mixtape, Capo Life, pour la promotion de son album et pour célébrer le lancement de son nouveau site web, capolife.com. Le single principal extrait de Capo, Perfect Day en featuring avec Chink Santana et LOGiC, est publié sur iTunes le 7 décembre 2010. L'album fait participer Cam'ron depuis Hustler's P.O.M.E. (Product of My Environment), et Game, Lloyd Banks, Prodigy, Raekwon, Rell et Ashanti.
En été 2011, il participe au Party Tonight de Randyn Julius avec Teyana Taylor et Cam'ron. Le 30 octobre 2011, pour la période d'Halloween, Jones publie une mixtape intitulée Vampire Life: We Own the Night. La tape contient 24 chansons, des freestyles et fait participer Meek Mill, J.R. Writer, Chink Santana, 2 Chainz, Maino, Yo Gotti, Jadakiss et Danny!, entre autres,.
le 1er mai 2012, Jones publie le deuxième opus de sa série Vampire Life, Vampire Life 2, téléchargé plus de 300 000 fois sur DatPiff,. Le 11 mars 2013, Jones annonce travailler sur deux nouvelles mixtapes, V3 (Vampire Life 3) et The Ghost Of Rich Porter 2. Vampire Life 3 est publié le 13 août 2013. Le 3 décembre 2013, Jim Jones publie un extended play (EP), intitulé We Own the Night. L'EP contient le single Nasty Girl avec Jeremih. Le 24 juin 2014, Jones publie un single intitulé Wit the Shit avec Trey Songz. En juillet 2014, Jones révèle un nouvel EP, We Own The Night Pt. 2: Memoirs of a Hustler, publéi le 9 septembre la même année,.

## Discographie

### Albums studio
- 2004 : On My Way to Church
- 2005 : Harlem: Diary of a Summer
- 2006 : Hustler's P.O.M.E.
- 2009 : Pray IV Reign
- 2011 : Capo

### EPs
- 2013 : We Own the Night
- 2014 : We Own the Night Pt. 2: Memoirs of a Hustler

### Mixtapes
- 2002 : Ryder Muzik
- 2004 : Ambitionz of a Gangsta
- 2006 : The City of God
- 2006 : The Seven Day Theory
- 2007 : The Jim Jones Chronicles
- 2008 : Harlem's American Gangster
- 2008 : Street Religion (Love Me No More Special Edition)
- 2009 : Jockin' Jim Jones
- 2009 : Pray IV Reign: The Mixtape
- 2009 : Street Religion (Heron 3:16)
- 2010 : The Ghost of Rich Porter
- 2010 : Capo Life
- 2011 : Vampire Life: We Own the Night
- 2012 : Vampire Life 2: F.E.A.S.T. The Last Supper
- 2013 : Vampire Life 3
- 2015 : Miami Vampin
- 2016 : The Kitchen

### Albums collaboratifs
- 2003 : Diplomatic Immunity (avec The Diplomats)
- 2004 : Diplomatic Immunity 2 (avec The Diplomats)
- 2008 : M.O.B.: The Album (avec ByrdGang)
- 2009 : The Rooftop (avec DJ Webstar)

### Compilations
- 2006 : A Dipset X-Mas
- 2008 : A Tribute to Bad Santa Starring Mike Epps (avec Skull Gang)